# Ettore Moschino
Ettore Moschino (L'Aquila, 22 ottobre 1867 – Roma, 5 aprile 1941) è stato un giornalista, scrittore, poeta e drammaturgo italiano.

## Biografia
Nasce all'Aquila, prima di trasferirsi a Napoli per gli studi, quindi a Roma dove inizia la sua formazione giornalistica collaborando per la Gazzetta d'Italia e Capitan Fracassa. A 22 anni torna quindi a Napoli dove fonda il quotidiano Don Marzio e stringe amicizia con i corregionali Edoardo Scarfoglio (marito di Matilde Serao) e Gabriele D'Annunzio, che in quel periodo si era trasferito nella città partenopea. È proprio il Don Marzio a pubblicare, nel 1891, la lirica I Poeti poi confluita nella raccolta dannunziana Poema paradisiaco. Diventa quindi caporedattore del Corriere di Napoli e, dal 1904, del Mattino, quotidiano fondato dieci anni prima dagli amici Serao e Scarfoglio.
Nel 1897 pubblica il suo primo, apprezzato, romanzo dal titolo Il Giogo. Nel 1908 esordisce come poeta con I Lauri, una raccolta di canti con forti richiami al decadentismo d'influenza dannunziana (ed in particolare alle prime Laudi pubblicate nel 1903). L'opera — che rimane la più conosciuta di quelle di Moschino — dedica al Vate un'intera sezione, denominata "Fronde elleniche". Altri richiami vistosi alla poetica dannunziana sono poi nella Lauda Francescana, dello stesso anno.
Moschino si cimenta, quindi, nel poema drammatico, sia d'ispirazione storica che contemporanea, prima di intraprendere l'attività di librettista e di saggista di genere letterario e musicale. Nel 1932 il pianista Lino Liviabella giunge secondo al concorso nazionale "La più bella canzone" con il brano Ninna Nanna, composto su testo di Ettore Moschino. Contemporaneamente, prosegue la sua carriera da giornalista dirigendo La Provincia di Brescia e scrivendo per alcune importanti testate nazionali quali Il Messaggero, Il Piccolo e La Stampa.
A partire dagli anni venti si ritira in Abruzzo dove riprende a fare il romanziere pubblicando le novelle Trasfigurazioni d'amore e Maschere di donne. Dal 1926 è direttore della biblioteca provinciale Salvatore Tommasi e nello stesso periodo dirige il quotidiano Il Popolo d'Abruzzo. Alla morte dell'amico ed ispiratore D'Annunzio, avvenuta nel 1938, pubblica la biografia elogiativa Gabriele D'Annunzio nella vita e nella leggenda.

## Opere

### Narrativa
- Il Giogo (1897)
- Trasfigurazioni d'amore (1921)
- Maschere di donne (1926)

### Poesia
- I Lauri (1908)
- Lauda Francescana (1908)
- Tristano e Isolda (1910)
- Reginetta di Saba (1910)
- Canzone di bimbo (1929) su musica di Lino Liviabella
- Cesare Borgia (1913)
- Ode Sinfonica (1934) su musica di Francesco Cilea

### Saggistica
- Figure illustri (1914)
- Il volto di Medusa. Discorsi di guerra (1916)
- Ombre imperiali. Discorsi e studi (1926)
- Gabriele D'Annunzio nella vita e nella leggenda (1938)